# Helmut Röpnack
Helmut Röpnack (Läsikow, 23 september 1884 – 19 augustus 1935) was een Duits voetballer.

## Biografie

### Clubcarrière
Röpnack begon zijn carrière bij BFC Phönix, een kleine club die niet in de hoogste Berlijnse klasse speelde. In 1903 maakte hij de overstap naar BTuFC Viktoria, dat wel in de hoogste klasse speelde. Met de club werd hij dat jaar vicekampioen achter BTuFC Britannia 1892. Na een paar subtopplaatsen werd de club kampioen in 1907 en plaatste zich zo voor de nationale eindronde. In de kwartfinale scoorde hij de winnende goal tegen SC Schlesien Breslau. Ook in de halve finale tegen FC Victoria Hamburg scoorde hij twee keer waardoor Viktoria naar de finale ging tegen Freiburger FC. Na een 1-0 voorsprong van Freiburg maakte hij via een strafschop de gelijkmaker, maar in de tweede helft scoorde Freiburg nog twee keer en werd zo landskampioen.
Ook het volgende seizoen plaatsten ze zich voor de eindronde. Zowel tegen VfB Königsberg als tegen FC Wacker 1895 Leipzig pikte hij een goal mee in de doelpuntenfestivals en zo trad hij met Viktoria aan in de finale tegen de Stuttgarter Cickers, waar hij in de 89ste minuut de 3-1 eindscore op het bord zette.
Het volgende seizoen ging de club verder op zijn elan nadat ze met tien punten voorsprong op BFC Preußen 1894 opnieuw Berlijns kampioen werden. In de nationale eindronde gaf de club VfB Königsberg een pak rammel, het werd 1-12 in Königsberg en Röpnack scoorde maar liefst vier keer. In de halve finale tegen Altona 93 (7-0) scoorde hij maar liefst vier keer en dat terwijl de club het grootste deel van de wedstrijd met tien man speelde. De club was dan ook favoriet om zichzelf op te volgen en in de finale scoorde Willi Worpitzky na zestien minuten tegen Karlsruher FC Phönix met een kopbal, maar blesseerde zich daarbij en kon niet op volle kracht verder spelen. Viktoria verloor uiteindelijk met 4-2.
Doordat BFC Preußen de titel won in 1910 mocht de club niet aan de eindronde deelnemen, maar in 1911 waren ze er wel weer bij. Door de terugtrekking van SC Lituania Tilsit ging de club meteen naar de halve finale tegen FV Holstein Kiel dat met 4-0 verslagen werd. De finale was een clash tussen de grote teams van de begindagen in het Duitse voetbal. Zowel Viktoria Berlin als VfB Leipzig stonden al voor de vierde keer in de finale. Viktoria won met 3-1, maar Röpnack vond in de hele eindronde niet zijn weg naar de netten. Ook het volgende seizoen slaagde hij er niet in te scoren, Viktoria strandde in de halve finale. In 1913 plaatste de club zich opnieuw voor de halve finale na een overwinning op SV Prussia-Samland Königsberg. Ze verloren met 3-1 van VfB Leipzig, en Röpnack scoorde via een strafschop het enige doelpunt.

### Nationaal elftal
Met de Brandenburgse voetbalbond nam hij ook enkele keren deel aan de Kronprinzenpokal, een bekercompetitie tussen de regionale voetbalbonden die hun beste spelers selecteerden. Hij speelde ook voor het nationale elftal en maakte zijn debuut op 13 maart 1909 in Oxford, waar ze Duitsers voetballes kregen van de Engelse amateurs, die met 9-0 wonnen. Twee jaar later op 9 oktober 1911 speelde hij zijn tweede wedstrijd in Dresden toen de Duitsers met 1-2 verloren van Oostenrijk. In 1912 reisde hij met de Mannschaft naar Zweden om deel te nemen aan de Olympische Spelen. Ze verloren hun eerste wedstrijd met 1-5 van Oostenrijk. Er was dat jaar wel nog een troostronde voor de teams die verloren in de eerste twee wedstrijden en na een 16-0 monsterzege op Rusland verloren ze de halve finale met 1-3 van Hongarije. Hij speelde in 1912 en 1913 nog telkens drie wedstrijden waarvan er vier verloren werden en twee keer gelijkgespeeld werd. Bij zijn laatste wedstrijd die ze met 6-2 van België verloren in Antwerpen was hij kapitein.